# Julio Hernández Cordón
Pour les articles homonymes, voir Hernández.
Julio Hernández Cordón, né le 17 janvier 1975 à Raleigh (Caroline du Nord), est un réalisateur, scénariste et producteur américain.

## Filmographie
- 2008 : Gasolina
- 2010 : Marimbas del Infierno (documentaire)
- 2012 : Polvo
- 2012 : Hasta el Sol Tiene Manchas (documentaire)
- 2015 : Te trometo anarquía
- 2017 : Atrás hay relámpagos
- 2018 : Buy Me a Gun (Compráme un revolver)
- 2020 : Se escuchan aullidos

## Récompenses et distinctions
- 2024 : Clermont-Ferrand, Festival du court métrage de Clermont-Ferrand, Prix étudiant avec Los rayos de una tormenta